# Шательперонська культура
Шательперонська культура, Шательперон (фр. Châtelperronien) — археологічна культура ранньої давньої кам'яної доби (палеоліт) у Франції. Рання частина перигорської культури.

## Час
Науково датується 35-29 тис. років до н. е. Шательперон датується інтерстадіалом вюрм I/II.

## Поширення
Для Західної Європи початок верхнього палеоліту пов'язаний з культурою, названою по французькому місцезнаходженню шательпероном (Chatelperronien). У чистому вигляді ця культура відома тільки у Франції, а саме у південно-західній і центральній Франції.

## Вироби
Шательперон — найбільш рання індустрія верхнього палеоліту в Південно-західній і Центральній Франції, запозичує деякі елементи з попередньої мустьєрської традиції.
Характерним знаряддям цієї культури є «шательперонській ніж» з кремнію з прямим ріжучим краєм і притупленою зігнутою спинкою.
Для неї характерна особлива техніка обробки пластин, а саме, крута ретуш по краю, крем'яні вістря (тип шательперон) із закругленою спинкою. У кам'яній індустрії з її яскравими рисами верхнього палеоліту (такими, як наявність різців) зберігаються ще старі типи шкребків і вістрів, характерних для пізнього мустьє. Зв'язок мустьєрськой культури з шательпероном також в тому, що на пам'ятниках, що відносяться до пізнього мустьє (наприклад, місцевість Абрі-Оді у Франції), вже з'являються форми, з яких розвинулися знаряддя, типові для шательперона (асиметричні вістря з дугоподібним краєм, що ретушується).
Також були поширені прикраси.

## Антропологічна належність
З культурою шательперон пов'язані залишки як пізніх неандертальців, так і ранніх кроманьйонців. Ймовірно, саме таке змішення генів і культур допомогло першим неоантропам швидко пристосуватися до абсолютно нових для них природних умов. Відносно широка кисть, широка стопа, масивні, порівняно з населенням інших материків, череп і скелет у європейців можливо прийшли до нас від змішаного неандертальсько-кроманьйонського народу перигорських культур (шательперон і граветянська культура).

## Зв'язок з іншими культурами
Слідувала після неандертальської мустьєрської культури. Перший етап так званих оріньяксько-перигорських культур. Змінилася на оріньякську і денеде граветянську.